# All Night Long (All Night)
«All Night Long (All Night)» fou un single del cantant estatunidenc de rhythm and blues Lionel Richie aparegut en l'àlbum Can't Slow Down de 1983, el segon de la seva carrera en solitari. Combina el so soulful dels Commodores amb l'estil caribeny. El tema de la peça és una festa que dura tota la nit. Va arribar al número 1 de les llistes d'èxit.
Aquest tema fou interpretat pel mateix Richie en la cerimònia de clausura dels Jocs Olímpics de Los Angeles el 1984.